# Fundulopanchax gularis
Fundulopanchax gularis és una espècie de peix de la família dels aploquèilids i de l'ordre dels ciprinodontiformes
que es troba a Àfrica: Nigèria, Benín i Ghana.
Els mascles poden assolir els 9 cm de longitud total.